# James Mirrlees
Sir James Alexander Mirrlees (født 5. juli 1936 i landsbyen Minnigaff i det sydvestlige Skotland, død 29. august 2018) var en skotsk økonom. Han var professor emeritus ved University of Cambridge og bl.a. medlem af Skotlands økonomiske råd (Council of Economic Advisers). I 1996 modtog han Nobelprisen i økonomi sammen med William Vickrey "for deres fundamentale bidrag til den økonomiske teori om incitamenter under asymmetrisk information".

## Karriere
Mirrlees blev uddannet på University of Edinburgh i matematik og naturfilosofi og senere ved Trinity College (Cambridge), hvor han tog sin Ph.D.-grad i 1964 med en afhandling, der havde titlen Optimum planning for a dynamic economy. Han har undervist ved såvel Oxford University (1969–1995) som University of Cambridge (1963– og 1995–).
Mens han var i Oxford, offentliggjorde han de forskningsartikler, som han senere skulle få Nobelprisen for. De handlede om situationer, hvor den økonomiske information er asymmetrisk eller ufuldkommen, og bl.a. hvordan dette påvirker den optimale opsparingskvote i en økonomi. Blandt andet demonstrerede de princippet om moralfare og optimal indkomstbeskatning.
Mirrlees blev slået til ridder i 1998. Han var medlem af Skotlands økonomiske råd siden rådets oprettelse i 2007. Han havde mange eminente og kendte forskere som sine ph.d.-studerende, deriblandt Sir Partha Dasgupta, professor Huw Dixon og Lord Nicholas Stern.

## Diamond-Mirrlees-effektivitetsteoremet
Mirrlees var, sammen med Peter Diamond, professor ved MIT og selv senere Nobelpristager, ophavsmand til Diamond-Mirrlees-effektivitetsteoremet fra 1971. Teoremet handler om, hvordan man skaber færrest mulige forvridninger i beskatningen. Afgifter bør således kun pålægges varer til endelig anvendelse. Beskatter man også produktionsfaktorer, vil det føre til ændringer i virksomhedernes valg af input og dermed føre til større samlede forvridninger. Produktionsefficiens er dermed vigtigere at bevare end forbrugsefficiens.

## Mirrlees Review
I 2011-12 ledte James Mirrlees arbejdet med the Mirrlees Review, en omfattende rapport om skattepolitik med fokus på det britiske skattesystem, udarbejdet af en række internationalt anerkendte skatteeksperter. Fra dansk side deltog således den tidligere overvismand, professor Peter Birch Sørensen fra Københavns Universitet. Initiativet til Mirrlees Review blev taget af den britiske forskningsinstitution Institute for Fiscal Studies, og forbilledet var den tilsvarende Meade-rapport fra 1974-78, ledet af en anden britisk Nobelprismodtager i økonomi, professor James Meade.